# Nioboholtite
Nioboholtite是一种极其稀有的矿物，其主要成分的化学式可用(Nb0.6口0.4)Al6BSi3O18表示。它是dumortierite超群（super group）富铌矿物的一种，另外两种分别是titanoholtite和szklaryite。这些矿物来自波兰Ząbkowice Śląskie附近的Szklary村。它在一种独特的伟晶岩中出现。Nioboholtite和schiavinatoite是两种同时含有铌和硼的矿物。

## 共生
Nioboholtite主要和holtite共生（association），其它矿物还有szklaryite等。

## 杂质
Nioboholtite主要的杂质是砷和锑，以及痕量的铝、铁、钽、钛、磷和羟基基团。